# Β-咔啉
β-咔啉（英語：β-Carboline，也称为去甲哈尔满）是一种含氮杂环有机化合物，分子式C11H8N2，是许多生物鹼的结构母体。

## 合成与反应
β-咔啉可以色胺盐酸盐和甲醛为原料反应制得。
它和碘甲烷在乙腈中反应，可以得到2-甲基-β-咔啉鎓碘化物。